# James Crawford Biggs

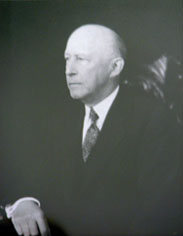
James Crawford Biggs

James Crawford Biggs (* 29. August 1872 in Oxford, Granville County, North Carolina; † 30. Januar 1960 in Raleigh, North Carolina) war ein US-amerikanischer Politiker, Jurist und United States Solicitor General.

## Biografie
Nach dem Besuch der Horner Military School in seiner Geburtsstadt von 1883 bis 1887 studierte er später zunächst Philosophie an der University of North Carolina at Chapel Hill und erwarb 1893 einen Bachelor of Arts (B.A. Philosophy). Danach absolvierte er ein Postgraduiertenstudium der Rechtswissenschaften an der Law School der Universität, beendete dieses 1894 und wurde kurz darauf als Rechtsanwalt im Bundesstaat North Carolina zugelassen. Danach leistete er zwischen 1894 und 1898 seinen Militärdienst bei der Staatsgarde von North Carolina.
Zeitgleich von 1897 bis 1898 war er auch Bürgermeister von Oxford; danach nahm er einen Ruf als Professor an der University of North Carolina at Chapel Hill an und unterrichtete dort bis 1900. Im Jahr 1905 war er für kurze Zeit Abgeordneter im Repräsentantenhaus von North Carolina, übernahm jedoch bald darauf das Amt des Urkundsbeamten (Reporter) am Obersten Gerichtshof (Supreme Court) von North Carolina. Danach war er zwischen 1907 und 1911 Richter an einem Obergericht (Superior Court).
Nach einer nachfolgenden einjährigen Tätigkeit als Professor für Rechtswissenschaften an der Trinity Law School war er seit 1912 wieder als Rechtsanwalt tätig. Im Mai 1933 wurde er von US-Präsident Franklin D. Roosevelt zum Solicitor General ernannt und bekleidete das drittwichtigste Amt im Justizministerium der Vereinigten Staaten bis März 1935.